# Tuppen
Pour plus de détails, voir Fiche technique et Distribution.
Tuppen est un film suédois réalisé par Lasse Hallström et sorti en 1981.

## Distribution
- Magnus Härenstam : Cederqvist
- Lill-Anna Andersson : Lisa
- Ellionor Bille : Barbro Karlsson
- Åsa Bjerkerot : Gerda Skogsberg
- Ing-Marie Carlsson : Karin Petrén
- Annika Christensen : Bodil
- Annika Dopping : Magda Fors
- Suzanne Ernrup : Ottilia
- Maria Johansson : Hjördis Nilsson
- Ebba Malmström : Cecilia
- Pernilla August : Åsa Eriksson
- Allan Edwall : Thorsson
- Lena Brogren : femme âgée
- Lars Göran Carlson : Disponent
- Anita Ekström : Anna
- Irma Erixson : femme âgée